# Матіївці (станція)
Маті́ївці — проміжна залізнична станція Івано-Франківської дирекції Львівської залізниці на неелектрифікованій лінії Коломия — Чернівці-Північна між станціями Коломия (8 км) та Заболотів (11 км). Розташована в селі Матеївці Коломийського району Івано-Франківської області.

## Пасажирське сполучення
На станції зупиняються  приміські поїзди сполученням Коломия — Чернівці.